# Tungasuca
Tungasuca es una localidad peruana, capital del distrito de Túpac Amaru, ubicado en la provincia de Canas en el departamento de Cuzco. Se halla a 3780 m s. n. m. en la margen izquierda del río homónimo y a orillas de la laguna de Pampamarca.

## Relevancia histórica
El pueblo de Tungasuca fue el lugar donde vivió José Gabriel Condorcanqui, quien además, ampliaba su mando de gobernador y curaca a Surimana y Pampamarca.
Tungasuca fue el lugar de origen de la rebelión contra el dominio español, cuando apresó a Arriaga tras una emboscada, haciéndole firmar una carta falsa a través de la que le fueron remitidos 22 000 pesos, barras de oro, mosquetes y mulas, gracias a los cuales comenzó a dar sustento económico a su alzamiento; aunque conseguiría más abastecimientos al confiscar productos y propiedades de otros corregidores. Luego hizo ahorcar públicamente al corregidor el 10 de noviembre de 1780 en la plaza de Tungasuca.